# Reprezentație de gală (film din 1955)
Reprezentație de gală (titlul original: în maghiară Díszelőadás) este un film muzical maghiar, realizat în 1955 de regizorul Márton Keleti, protagoniști fiind actorii Dóra Csinádi, Viktor Fülöp, Mária Gyurkovics, Hanna Honthy.

## Distribuție
- Dóra Csinádi
- Viktor Fülöp
- Mária Gyurkovics
- Hanna Honthy
- Kálmán Koletár
- Gabriella Lakatos
- Vera Pásztor
- Zoltán Sallai
- Vera Sennyei
- József Simándi
- Sándor Svéd
- Mihály Székely
- János Õsi